# سیدغازی
سیدغازی (به ترکی استانبولی: Seyitgazi) یک منطقهٔ مسکونی در ترکیه است که در استان اسکی‌شهر واقع شده‌است.